# Río Rimarde
El río Rimarde es un afluente del río Essonne. Es un subafluente del Sena que fluye en el departamento de Loiret (45) y en la región Centro Valle Loira.
Tiene una longitud de 27,7 km y nace en Les Templiers, en bosque en la comuna de Nibelle.

## Comunas por las que fluye
- Nibelle
- Boiscommun
- Nancray-sur-Rimarde
- Bouilly-en-Gâtinais
- Courcelles
- Yèvre-la-Ville
- Estouy
- La Neuville-sur-Essonne